# Каллеоя
Каллеоя — ручей в России, протекает по территории Поросозерского сельского поселения Суоярвского района и Гирвасского сельского поселения Кондопожского района Республики Карелии. Длина ручья — 13 км, площадь водосборного бассейна — 68 км².

## Общие сведения
Ручей берёт начало из болота без названия и далее течёт преимущественно в южном направлении по заболоченной местности.
Ручей в общей сложности имеет восемь малых притоков суммарной длиной 19 км. Один из них, левый, — из озера Перти.
Устье ручья находится в 6,4 км по левому берегу реки Дяньги, впадающей в реку Суну.
Населённые пункты на ручье отсутствуют.
Код объекта в государственном водном реестре — 01040100212202000015182.